# Rama
Rama (hebrejsky רָמָה,arabsky الرامة, v oficiálním přepisu do angličtiny Rame, přepisováno též Rameh) je místní rada (malé město) v Izraeli, v Severním distriktu.

## Geografie
Leží v nadmořské výšce 420 metrů, v údolí Bejt ha-Kerem na pomezí Dolní a Horní Galileji a zároveň přesně na rozvodí úmoří Středozemního moře a řeky Jordán. Severně od města se do výše několika set metrů tyčí prudký terénní zlom (někdy nazýván též Matlul Curim), který je v této oblasti již předpolím masivu Har Meron (konkrétně vrchol Har ha-Ari). Po jeho západní straně do údolí sestupuje vádí Nachal Rama.
Město se nachází cca 110 kilometrů severovýchodně od centra Tel Avivu a cca 38 kilometrů severovýchodně od centra Haify, v hustě osídleném pásu, přičemž osídlení v tomto regionu je etnicky smíšené. Vlastní Ramu obývají izraelští Arabové a izraelští Drúzové stejně jako mnohá další sídla v okolí. Rama ale leží v aglomeraci židovského města Karmiel. Další menší židovské vesnice jsou rozptýlené v okolní krajině. Město je na dopravní síť napojeno pomocí východozápadního tahu dálnice číslo 85. Z ní zde k severu odbočuje lokální silnice číslo 864, která do podhůří masivu Har Meron a k městu Ma'alot-Taršicha

## Dějiny
Rama stojí na místě většího židovského sídla Rama, které tu existovalo ve 2. a 3. století našeho letopočtu a existovalo tu až do byzantského období. Byly tu také objeveny zbytky křesťanského kostela z 6. století a středověké zbytky opevněné vesnice arabské provenience. Podle místní tradice byla současná vesnice založena v 17. století a v dobrách turecké vlády nad Palestinou mělo jít o jednu z největších vesnic v regionu.
V období britského mandátu patřila obec k předním producentům olivového oleje. Patřilo k ní přes 8000 dunamů (8 kilometrů čtverečních) olivových hájů a fungovalo tu několik lisů na produkci oleje. V současnosti je již rozloha olivových sadů redukována na 6000 dunamů ale tato obec stále vyrábí polovinu olivového oleje v údolí Bejt ha-Kerem. Už v roce 1923 získala obec právo na samosprávu, jako první arabská vesnice svého druhu.
Rama byla dobyta izraelskou armádou v rámci Operace Chiram během války za nezávislost v říjnu roku 1948. Obec pak nebyla na rozdíl od mnoha jiných arabských vesnic dobytých Izraelem vysídlena a zachovala si svůj arabský ráz. Po roce 1948 se v obci usadila i skupina arabských Beduínů původem z vysídlené vesnice Ikrit nedaleko libanonských hranic, pro které tu vyrostla menší čtvrť. Většina obyvatel pracuje mimo obec, část z nich v izraelských bezpečnostních silách. V roce 1954 byla Rama povýšena na místní radu (malé město).

## Demografie
Rama je etnicky zcela arabsky mluvícím městem. Nábožensky ale jde o mimořádně rozmanitou komunitu. Nacházejí se tu tři křesťanské kostely, klášter, mešita a drúzské svatyně. Dále zde žije malá arménská komunita. Podle údajů z roku 2005 tvořili arabští křesťané 51,2 %, arabsky mluvící izraelští Drúzové 30,4 % a arabští muslimové 18,3 % populace. Jde o menší sídlo městského charakteru, které ale na okrajích přechází v rozptýlenou zástavbu vesnického typu. K 31. prosinci 2014 zde žilo 7 300 lidí.
| Rok            | 1922 | 1931 | 1945 | 1948  | 1949  | 1955  | 1961  | 1972  | 1980  | 1983  | 1990  | 1993  | 1994  | 1995  | 1996  | 1997  | 1998  | 1999  | 2000  |
| -------------- | ---- | ---- | ---- | ----- | ----- | ----- | ----- | ----- | ----- | ----- | ----- | ----- | ----- | ----- | ----- | ----- | ----- | ----- | ----- |
| Počet obyvatel | 847  | 1142 | 1690 | 2 307 | 2 392 | 3 000 | 3 000 | 3 900 | 4 800 | 5 000 | 6 000 | 6 500 | 6 700 | 6 700 | 6 800 | 7 100 | 7 100 | 7 200 | 7 200 |

| Rok            | 2001  | 2002  | 2003  | 2004  | 2005  | 2006  | 2007  | 2008  | 2009  | 2010  | 2011  | 2012  | 2013  | 2014  |
| -------------- | ----- | ----- | ----- | ----- | ----- | ----- | ----- | ----- | ----- | ----- | ----- | ----- | ----- | ----- |
| Počet obyvatel | 7 200 | 7 300 | 7 400 | 7 400 | 7 500 | 7 500 | 7 600 | 7 635 | 7 244 | 7 300 | 7 200 | 7 300 | 7 300 | 7 300 |